# Oro verde

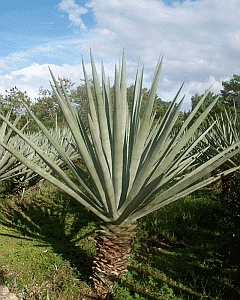
Planta de henequén, llamada Ki en lengua maya.

Oro verde es el nombre que recibió el henequén en Yucatán durante el siglo XIX, a causa de la gran derrama económica que generó durante su auge industrial.

## Datos históricos
Desde la época prehispánica el henequén se trabaja en Yucatán. Aun después de la conquista de Yucatán, los mayas continuaron con su explotación, especialmente para la fabricación de sogas y cordeles. Con el paso del tiempo, la producción fue creciendo hasta convertirse en importante agroindustria, y los productos derivados del henequén comenzaron a venderse a lugares cada vez más lejanos hasta llegar a los mercados estadounidenses y europeos.
Hacia mediados del siglo XIX se intensificó el cultivo del henequén en Yucatán para alimentar a la creciente industria, mediante las haciendas, que destinaron grandes extensiones de tierra, particularmente en el norte de la península de Yucatán donde es más apropiado el cultivo de esta planta vernácula. Para ello se aprovechó la mano de obra campesina, siendo los trabajadores de ascendencia maya, uno de los pilares fundamentales de esta agroindustria.
A partir de 1857, al inventarse el denominado tren de raspa por José Esteban Solís, maquinaria que permitió la rápida expansión de la producción de fibra de henequén para la fabricación de hilos y tejidos de esa fibra natural, la agroindustria se desarrolló significativamente.
En 1878, la compañía norteamericana McCormick implantó el uso de hilos o cordeles de henequén en sus máquinas enfardeladoras de heno, lo cual promovió el uso de la fibra. A partir de ello la demanda, y por consiguiente la producción agrícola se multiplicaron exponencialmente, dejando atrás otras industrias yucatecas como la de la exportación de cuero. Se calcula que para 1916, la exportación de henequén alcanzó las 210.000 toneladas y produjo ingresos de más de 80 millones de pesos (oro).
Sin embargo, más adelante, ya entrado el siglo XX, la agroindustria henequenera sufrió un duro golpe con la invención de las fibras sintéticas como el polipropileno, que ofrecían la misma versatilidad por un menor precio. A la fecha aún existen haciendas henequeneras en el estado de Yucatán, aunque son escasas. En ellas se siguen elaborando productos derivados de la planta, incluyendo sogas y fibras de sosquil, y se ofrecen recorridos turísticos para apreciar el trabajo artesanal de su explotación, desde los plantíos de sisal hasta la carga de las pacas.
Durante la primera mitad del siglo XX la agroindustria se expandió y conoció nuevos territorios. Se desarrolló en la Florida, Estados Unidos de América; en Cuba; en Tanzania y finalmente en el norte de Brasil, país que alcanzó al cabo de los años y sostiene, aun en la actualidad, el liderato mundial de producción de la fibra del agave (Sisal) y en donde también se le denominó Ouro Verde (oro verde en portugués)